# Donbass (película)
Donbass es una película ucraniana de género dramático estrenada en 2018. Está coproducida de manera internacional y dirigida por Serguéi Loznitsa. Fue seleccionada como la película de apertura en la sección Un Certain Regard en el Festival de Cine de Cannes en 2018. Narra en 13 episodios la situación en el este de Ucrania, donde se enfrentan los partidarios de Rusia y los que apoyan el gobierno del país. Siete de estos episodios están directamente inspiradas en vídeos reales publicados en YouTube.

## Argumento
La película explora en varias secuencias la guerra híbrida en Donbáss entre Ucrania y la autoproclamada República Popular de Donetsk, apoyada por Rusia. Con sus imágenes es una película que es puro cine militante y que se esfuerza especialmente en transmitirnos la frialdad de la violencia, ya sea a través de los paisajes nevados o de su paleta de colores grisáceos despojados de toda humanidad. En el Donbáss, a la guerra se le llama paz, la propaganda se erige como verdad y el odio pretende ser amor. Atravesar el Donbáss supone un encadenamiento de aventuras arriesgadas en las que se mezclan lo grotesco y lo trágico, igual que la vida y la muerte. No es un relato sobre una región, un país o un sistema político, sino sobre un mundo perdido entre lo que yace después de la verdad y las falsas identidades.

## Reparto
- Valeriu Andriută: habitante de Donbass.
- Evgeny Chistyakov: residente de Donbass.
- Georgiy Deliev: residente de Donbass.
- Vadim Dubovsky: residente de Donbass.
- Konstantin Itunin: residente de Donbass.
- Boris Kamorzin: habitante de Donbass.
- Sergey Kolesov: residente de Donbass.
- Svetlana Kolesova: residente de Donbass.
- Thorsten Merten: Michael Walter, el periodista alemán.
- Irina Plesnyayeva: residente de Donbass.
- Sergey Russkin: residente de Donbass.
- Alexander Zamuraev: residente de Donbass.

## Lanzamiento y recepción
No recomendada para menores de 12 años. Se estrenó en Alemania el 30 de agosto de 2018. Se estrenó en Ucrania y Polonia el 18 y 19 de octubre de 2018. Se estrenará en España el 19 de marzo de 2019. La película ha recaudado 67 mil euros en Ucrania durante sus dos primeros meses desde su estreno.

## Premios
Serguéi Loznitsa ganó el premio Un Certain Regard como Mejor Director en el Festival de Cine de Cannes 2018. También ganó la Pirámide de Plata, concedida como Premio Especial del Jurado al Mejor Director, en el 40.º Festival Internacional de Cine de El Cairo. Y se alzó con el Giraldillo de Oro, el máximo galardón otorgado por el Festival de Sevilla de 2018.